# Домажир (река)
Домажир (укр. Домажир) — река в Яворовском и Львовском районах Львовской области, Украина. Правый приток реки Старой.
Длина реки 24 км, площадь бассейна 224 км². Русло умеренно извилистое, в нижнем течении выпрямленное и канализированное. Пойма местами заболочена.
Берёт начало на окраине села Дубровица, на южных склонах Главного европейского водораздела. Течёт сначала на юг и юго-восток. Впадает в Старую вместе с рекой Зимна Вода на западной окраине села Солуки.